# Eumesembrinella lanei
Eumesembrinella lanei är en tvåvingeart som beskrevs av Mello 1967. Eumesembrinella lanei ingår i släktet Eumesembrinella och familjen spyflugor. Inga underarter finns listade i Catalogue of Life.